# 이글 컴퓨터
이글 컴퓨터(Eagle Computer, Inc.)는 캘리포니아주 로스가토스에 본사를 둔 초기 미국 컴퓨터 회사였다. AVL(Audio-Visual Laboratories)에서 분사한 이 회사는 당시 컴퓨터 잡지에서 높은 평가를 받은 인기 CP/M 컴퓨터 제품군을 처음으로 판매했다. IBM PC가 출시된 후 이글은 MS-DOS를 실행했지만 실제 복제품은 아닌 이글 1600 시리즈를 생산했다. 비록 클론이 아닌 제품이 더 나은 기능을 갖고 있더라도 구매 대중이 IBM PC의 실제 클론을 원한다는 것이 분명해졌을 때 이글은 휴대용을 포함한 클론 라인으로 응답했다. 이글 PC는 컴퓨터 잡지에서 항상 높은 평가를 받았다.

## 같이 보기
- 홀트 앤 캐치 파이어
- 케이프로